# Per Reinhold Tersmeden (1805–1880)
Per Reinhold Tersmeden, född 17 september 1805 på Hellby, Tillberga socken i Västmanland, död 21 mars 1880 i Sundbyberg i Bromma församling , var en svensk publicist och riksdagsman. Han var far till Minna Tersmeden och kusin till Wilhelm Fredrik Tersmeden.

## Biografi
Per Reinhold Tersmeden var yngsta barnet av fem till löjtnanten Benjamin Tersmeden som köpt Hellby där Per Reinhold föddes. Hans mor Maria Christina Bagge tillhörde en borgarsläkt Bagge från Uddevalla. Hans båda äldre bröder var militärer.
Tersmeden avlade 1824 motsvarande juristexamen vid Uppsala universitet och anställdes därefter vid Kunglig Majestäts kansli. Ganska snart lämnade han tjänsten för att sköta sin fädernegård Hellby. 1834 invaldes han som riksdagsman.
År 1853 sålde han sin del i egendomen och flyttade till Stockholm där han anställdes vid Aftonbladet. Under sin tid i riksdagen gjorde han sig känd som en god talare inom områden som religionsfrihet, skatter och utbildning. Han kvarstannade i riksdagen till representationsförändringen 1866.
Per Reinhold Tersmeden ägde en tid Ansta i Romfartuna socken. Hans hustru Matilda Nyberg var dotter till en kvartersman vid Djurgårdsvarvet. Makarna Tersmeden är begravda på Solna kyrkogård.